# Haloconcha minor
Haloconcha minor är en snäckart som beskrevs av Dall 1919. Haloconcha minor ingår i släktet Haloconcha och familjen strandsnäckor. Inga underarter finns listade i Catalogue of Life.